# Zürich Renegades 2023
Questa voce raccoglie le informazioni riguardanti gli Zürich Renegades nelle competizioni ufficiali della stagione 2023.

## Lega Nazionale A 2023

### Stagione regolare
| 2 aprile 2023 3ª giornata | Zürich Renegades | 19 – 7 | Winterthur Warriors |  |

| 16 aprile 2023 5ª giornata | Bern Grizzlies | 12 – 31 | Zürich Renegades |  |

| 23 aprile 2023 6ª giornata | Zürich Renegades | 16 – 28 | Thun Tigers |  |

| 30 aprile 2023 7ª giornata | Zürich Renegades | 12 – 10 | Geneva Seahawks |  |

| 20 maggio 2023 9ª giornata | Gladiators Beider Basel | 31 – 38 | Zürich Renegades |  |

| 29 maggio 2023 10ª giornata | Winterthur Warriors | 0 – 34 | Zürich Renegades |  |

| 4 giugno 2023 11ª giornata | Zürich Renegades | 34 – 33 | Gladiators Beider Basel |  |

| 11 giugno 2023 12ª giornata | Zürich Renegades | 16 – 27 | Calanda Broncos |  |

| 17 giugno 2023 13ª giornata | Geneva Seahawks | 23 – 35 | Zürich Renegades |  |

| 24 giugno 2023 14ª giornata | Thun Tigers | 12 – 20 | Zürich Renegades |  |

## Playoff
| 8 luglio 2023 Semifinale | Zürich Renegades | 41 – 45 (14-7 14-16 0-12 13-10) | Thun Tigers |  |

## Statistiche di squadra
| Competizione      | %Vittorie | In casa | In casa | In casa | In casa | In casa | In casa | In trasferta | In trasferta | In trasferta | In trasferta | In trasferta | In trasferta | Totale | Totale | Totale | Totale | Totale | Totale |
| Competizione      | %Vittorie | G       | V       | N       | P       | Pf      | Ps      | G            | V            | N            | P            | Pf           | Ps           | G      | V      | N      | P      | Pf     | Ps     |
| ----------------- | --------- | ------- | ------- | ------- | ------- | ------- | ------- | ------------ | ------------ | ------------ | ------------ | ------------ | ------------ | ------ | ------ | ------ | ------ | ------ | ------ |
| Stagione regolare | .800      | 5       | 3       | 0       | 2       | 97      | 105     | 5            | 5            | 0            | 0            | 158          | 78           | 10     | 8      | 0      | 2      | 255    | 183    |
| Playoff           | .000      | 1       | 0       | 0       | 1       | 41      | 45      | 0            | 0            | 0            | 0            | 0            | 0            | 1      | 0      | 0      | 1      | 41     | 45     |
| Totale            | .727      | 6       | 3       | 0       | 3       | 138     | 150     | 5            | 5            | 0            | 0            | 158          | 78           | 11     | 8      | 0      | 3      | 296    | 228    |